# Motte Witzleshofen
Die Motte Witzleshofen ist eine abgegangene mittelalterliche Turmhügelburg (Motte) in Witzleshofen bei Gefrees im Landkreis Bayreuth in Oberfranken.

## Geographische Lage
Der Burgstall befindet sich am Rieglersbach in der Ortsmitte von Witzleshofen, Gemarkung Witzleshofen, in  495 m ü. NN.

## Beschreibung
Die Motte ist durch die heutige Bebauung zerstört. Ein kurzes Stück des Kernhügels ist südlich in der Anlage als Erdwall erkennbar. Durch Flurpläne und Uraufnahmen kann ein Kernhügel mit einem Durchmesser von etwa 20 Meter und ein leicht ovaler Ringgraben mit einem Durchmesser von etwa 50 Meter rekonstruiert werden.

## Geschichte

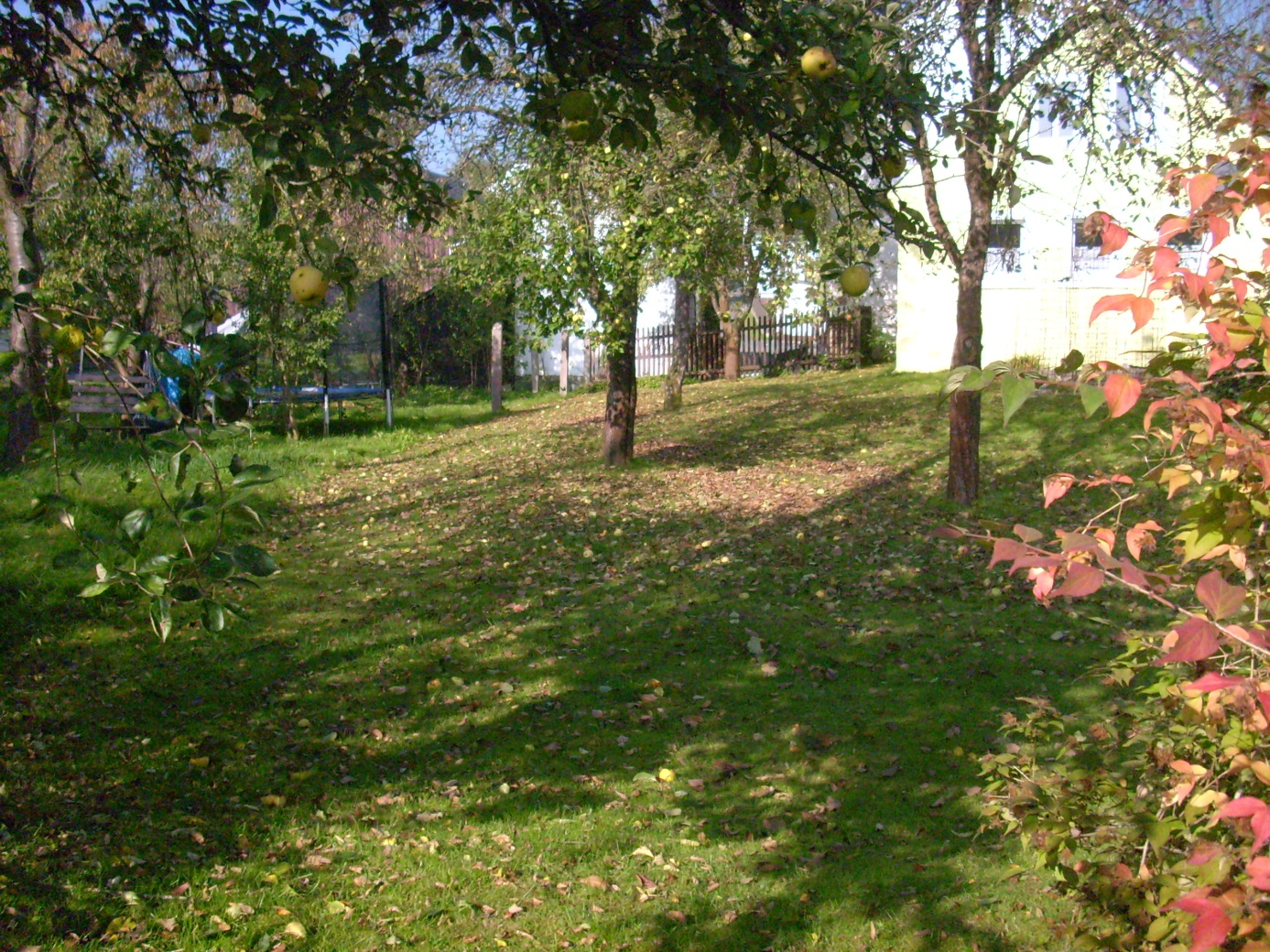
Reste des Kernhügels (Juni 2013)

Zu dieser Burg fehlen urkundliche Belege. Das Dorf Witzleshofen erschien urkundlich erstmals 1363. Erst 1509 ist eine „Behausung und Hofstatt“ erwähnt, als Lehen in den Händen der Herren von Wallenrod zu Streitau, zum Rittergut „Alte Kemnat“ gehörend. In Kirchenbüchern von Streitau wurde 1601 ein „Schlosse Witzleshofen“ erwähnt.

## Nachweis
Das Bayerische Landesamt für Denkmalpflege hat diese Motte in der bayerischen Denkmalliste unter der Nummer D-4-5836-0019 als Bodendenkmal (siehe auch Liste der Bodendenkmäler in Gefrees) registriert.